# Hecatonchiri
Hecatonchirii sunt 3 personaje din mitologia greacă, care s-au născut din uniunea dintre Gaia și Uranus.
Hecatonchirii erau mai puternici, puteau suporta mai multe, și erau mai înspăimântători decât Ciclopii. Hecatonchirii aveau o sută de brațe și 50 de capete fiecare. Numele lor erau Cottus, Briareus și Gyges. Uranus era dezgustat de acești copii și, într-un moment de furie, i-a aruncat în Tartar și i-a încuiat acolo pe veci. Gaia a fost jignită de acest lucru și i-a rugat pe titani s-o ajute la recuperarea lor dar numai Cronos a acceptat. Cronos l-a așteptat pe Uranus sub patul acestuia. În aceea noapte, când Uranus s-a culcat cu Gaia, Cronos l-a castrat pe Uranus și i-a aruncat organele genitale în mare, ceea ce a cauzat apariția unei spume pe mare și picături de sânge pe pământ. Spuma a fost locul de naștere pentru Afrodita. Din stropii de sânge s-au născut Giganții și Nimfele.